# Лубенський договір
Лубенський договір — договір, підписаний улітку 1734 у полковому місті Лубни на Гетьманщині між Кошем Війська Запорозького Низового з одного боку та Російською імперією з іншого, яка також діяла в інтересах Війська Запорозького Городового (Гетьманщини). Договір, що був укладений під час підготовки Російської імперії, під царюванням Анни Іванівни, до війни з Туреччиною, закріпляв перехід Війська Запорізького Низового під московський протекторат. З дати підписання договору почався останній період існування Запорізької Січі на корінних територіях, відомий як Нова Січ.
З часів руйнування Запорізької Січі 1709, яка уклала договір про протекторат із Шведським королівством, та підписання Прутського миру 1711, Запорізька Січ перебувала під протекторатом Османської імперії.
За умовами договору з Гетьманщиною та Московщиною, Запорізькій Державі поверталася всі відторгнуті території станом на 1709 рік — від витоків річки Самари до витоків Буга зі сходу на захід; від річки Тясмин та річки Оріль до володінь ногайців — з півночі на південь.
Підтверджувалося виняткове право користуватися промислами, рибальством на Дніпрі та право полювання у степу на вільних територіях («від російських кордонів без заперечень»).
Також гарантувався самоврядний суверенітет Запоріжжя («иметь чиновников по существующему на это время у них обычаю»).
Запорізьке громадянство визнавало себе підданими московського монарха та зобов'язувалося підтримувати формальні зв'язки через київського генерал-губернатору на території Гетьманщини.
Обов'язками Війська Запорізького за цим договором була загальна військова охорона інтересів Російської імперії у прикордонні з Кримським Ханатом у Північному Причорномор'ї та Приазов'ї. Військо Запорозьке Низове мало отримувати 20 тисяч карбованців щорічно відшкодування.
За Лубенським договором васальна держава Запорізька Січ отримувала назву «Вільності Війська Запорізького», яка використовувалася до остаточної ліквідації Запорізької Держави урядом московської зверхниці Катерини II 1775.